# 東海市立富木島小学校
東海市立富木島小学校（とうかいしりつふきしましょうがっこう）は、愛知県東海市富木島町にある公立小学校。

## 概要
- 旧・知多郡上野町の小学校である。
- 校区は富木島町（愛山、石ケ根、大清水、勘七脇、新石根（一部）、新藤棚、新藤塚、新山田、新長口、長田（一部）、手代、道才（一部）、西長口（一部）、西山田、東山、東長口、東山田、藤ノ棚、前外面、南太子（一部） 、向イ（一部） 、山中（一部）、山田、葭野である。公立中学校の進学先は東海市立富木島中学校である[1]。
- 校地は三菱重工業知多工場整備工場跡地にほぼ該当する。
- 校区にある上野台団地は、かつて東海製鐵の従業員のために造成された団地である。富木島小学校はこの団地の児童のために開校した。

## 沿革
- 1964年（昭和39年） - 上野町立平洲小学校の校内に平洲小学校富木島分校が設置される。
- 1965年（昭和40年）4月 - 平洲小学校富木島分校が独立し、上野町立富木島小学校として開校する。現在地に校舎（現・中館、南館）が完成し、移転する。
- 1967年（昭和42年） - 本館が完成する。
- 1969年（昭和44年）4月1日 -
  - 横須賀町と上野町が合併し、東海市が発足する。同時に東海市立富木島小学校に改称する。
  - 校区の一部が新設の東海市立明倫小学校に移る。
- 1971年（昭和46年） - 体育館が完成する。
- 1980年（昭和55年）4月1日 - 東海市立船島小学校を分離する。

## 交通アクセス
- 知多バス上野台線「富木島小学校前」バス停より徒歩すぐ。
- らんらんバス北ルート「富木島小学校前」バス停より徒歩すぐ。

## 周辺施設
- 愛知県立東海商業高等学校
- 東海市立富木島中学校
- 東海市立船島小学校
- 東海市立明倫小学校
- 東海市立東山保育園
- 上野台公園
- バロー上野台店